# 克洛弗代爾 (謝爾比縣)
克洛弗代爾（英語：Cloverdale）是一個位於美國阿拉巴馬州謝爾比縣的非建制地區。該地的面積和人口皆未知。

## 地理
克洛弗代爾的座標為33°27′10″N 86°23′08″W / 33.45278°N 86.38556°W，而該地的平均海拔高度為136米（即446英尺）。